# 圣艾蒂安德古尔加
圣艾蒂安德古尔加（法語：Saint-Étienne-de-Gourgas）是法国埃罗省的一个市镇，属于洛代沃区（Lodève）。该市镇总面积19.43平方公里，2009年时的人口为448人。

## 人口
圣艾蒂安德古尔加人口变化图示